# 懷特羅克 (內華達州)
懷特羅克（英語：White Rock）是位於美國內華達州埃爾科縣的鬼鎮。

## 歷史
懷特羅克的郵局於1873年設立，其後於1925年停運。

## 地理
懷特羅克所處的海拔為高於海平面1740米（即5709英呎），而該地所採用的時區為UTC-8，即太平洋时区（PST）。同時該地設有夏令時間，為UTC-8調快一小時，即UTC-7（PDT）。